# Pierre Le Bigaut
Pierre Le Bigaut est un coureur cycliste français, né le 17 septembre 1959 à Guémené-sur-Scorff.

## Biographie
Il devient professionnel en 1981 et le reste jusqu'en 1987. Il remporte quatre victoires au cours de période.
Il donne son nom à une association crée en 1992 organisant chaque année une randonnée et une course cyclosportive en faveur de la recherche contre la mucoviscidose.
Son père Émile a également été cycliste professionnel.

## Palmarès
- Amateur
  - 1975-1980 : 30 victoires
- 1977
  - 3e du Grand Prix de la Tomate
- 1978
  - 2e de Redon-Redon
- 1979
  -  Champion de France des militaires
  - 3e et 5e (contre-la-montre) étapes de l'Essor breton
  - Tour de La Réunion
  - 2e de Paris-Évreux
- 1980
  - 3e étape de l'Essor breton (contre-la-montre)
  - 1re étape du Baby Giro
  - 2e de Redon-Redon
  - 2e du Tour de Nouvelle-Calédonie
  - 3e de l'Essor breton
  - 3e de la Route de France
  - 3e du Tour de Tarragone
- 1981
  - 3e du Grand Prix de Plumelec
- 1982
  - Circuit de l'Indre
- 1983
  - 2e (contre-la-montre par équipes) et 14e étapes du Tour de France
- 1984
  - 2e de Châteauroux-Limoges
- 1985
  - 2e du Tour d'Armorique
  - 3e du Grand Prix de Denain
- 1986
  - 2e du Grand Prix de Rennes
- 1987
  - 8e étape de la Milk Race
- 1988
  - Tour du Finistère
  - Trois Jours de Rennes
  - 5e étape de l'Essor breton (contre-la-montre)
  - Tour d'Émeraude :
    - Classement général
    - 2e et 3e (contre-la-montre) étapes
- 1989
  - 3e étape du Tour Nivernais Morvan
- 1990
  - Circuit du Morbihan
  - 2e étape des Quatre Jours de Vendée
  - Ronde du Cognac

## Résultats sur les grands tours

### Tour de France
4 participations
- 1982 : 59e
- 1983 : 32e, vainqueur des 2e (contre-la-montre par équipes) et 14e étapes
- 1984 : 44e
- 1985 : 92e

### Tour d'Espagne
1 participation
- 1981 : abandon